# BiPRO
Der BiPRO e.V. (Vollname: Brancheninstitut für Prozessoptimierung) ist ein Non-Profit orientierter Verein, der für die Finanzdienstleistungsbranche Standards der Informationstechnik erarbeitet, um unternehmensübergreifende Prozesse zu vereinheitlichen. In dem Verein arbeiten sowohl Versicherungs- als auch Maklerunternehmen an den Standards mit. Mitglieder können nur juristische Personen (Unternehmen, Körperschaften, Vereine und Verbände) oder Personengesellschaften sein, die der Versicherungs- bzw. Finanzdienstleistungswirtschaft im weitesten Sinne angehören oder eine prozessbezogene Verbindung zu ihr aufweisen. Im September 2022 hatte die Organisation mehr als 300 Mitglieder.

## Historie
Der Verein wurde 2006 gegründet und ist in Meerbusch ansässig. Im Jahr 2007 wurde das Release 1 der BiPRO-Normen erstellt. Seit 2008 wird das Release 2 entwickelt. Seit 2019 wird zusammen mit den Mitgliedern des Vereins eine neue Normgeneration „RNext“ entwickelt. Hierbei wird auf neue Technologien wie REST/JSON und Microservices gesetzt und nicht auf SOAP/XML, wie es bei Release 1 und Release 2 noch der Fall war. Zudem findet jährlich der BiPRO-Tag statt, der den Mitgliedern und Interessenten aus der gesamten Versicherungsbranche die Chance bietet sich auszutauschen. Von Jahr zu Jahr kommen immer mehr Menschen um sich von dem Angebot des BiPRO e.V. überzeugen zu lassen. Auch die Düsseldorfer Maklergespräche, die 2019 Premiere feierten, symbolisieren die Bemühungen des Vereins, Ideen und Anregungen der Community in Projekte mit einfließen zu lassen.

## Mitglieder
Es gibt vier Sparten von Mitgliedsunternehmen: Versicherungsunternehmen, Versicherungsmakler, Beratungsunternehmen und Softwarehersteller. Mitglieder sind teils große Unternehmen, jedoch auch klein- und mittelständische Unternehmen.

## Strukturen und Ausschüsse
Der Verein besteht aus verschiedenen Ausschüssen, die sich in ihren Aufgaben und Projekten unterscheiden. Gemeinsam engagieren sie sich in der Entwicklung technischer Lösungen. Das Präsidium ist nach der Mitgliederversammlung der höchste Beschlussausschuss. Es ist für alle strategischen Entscheidungen verantwortlich, die sich auf die Ausrichtung des Vereins auswirken. Dies umfasst Entscheidungen über die Finanzen sowie die vollständige Anordnung des Vereins (z. B. allgemeine Themen, Projekte, Ausschüsse, Standards usw.) und deren Überwachung.

### Marktausschuss
Der Marktausschuss (MAUS) schlägt dem Präsidium Ideen zur strategischen Ausrichtung und Entwicklung des Vereins vor. Sie berücksichtigen Wünsche und Kritik von Mitgliedern und dem Markt und entwerfen Strategien und Maßnahmen, um passive Mitglieder zu aktivieren und neue Mitglieder zu gewinnen. Daher besteht ein wesentlicher Teil ihres Beitrags zum Verein darin, verschiedene Veranstaltungen und Konferenzen sowie Empfehlungen zu organisieren, die darauf abzielen, die Nutzung der Standards zu erhöhen.

### Normungsausschuss
Der Normungsausschuss (NAUS) ist für die Leitung der Fach-, Technik-, Architektur- und Referenzausschüsse verantwortlich, in denen die Normung stattfindet. Daher besteht ein wichtiger Teil ihrer Arbeit darin, diese Ausschüsse zu unterstützen und sicherzustellen, dass sie funktionieren und ihre Aufgaben gemäß ihren Anforderungen an einen effektiven Normungsprozess erfüllen.

### Technischer Ausschuss
Der Technische Ausschuss (TAUS) übersieht die technische Umsetzung der Standards, die in Projekten und Gruppen im RClassic-Kontext ausgearbeitet wurden. Ein Teil ihrer Arbeit ist die Untersuchung der Interaktionen zwischen Verbrauchern und Anbietern sowie der Service-API-Architektur. Ihre Arbeit führt zu einer Empfehlung zu den Vorschlägen von Projekten an den NAUS.

### Fachausschuss
Der Fachausschuss (FAUS) bewertet und genehmigt die Fachinhalte der Standards, die in Projekten und Gruppen ausgearbeitet wurden. Sie konzentrieren sich auf die Fachdaten und das Prozessmodell. Auch hier erfolgen Empfehlungen und Vorschläge zu Projekten, die an den Normungsausschuss weitergeleitet werden.

### Architekturausschuss
Das Architekturausschuss (ARC-AUS) konzentriert sich auf fachliche und methodische Aufgaben im RNext-Kontext. Diese bestehen hauptsächlich aus der (weiteren) Entwicklung einer kohärenten Prozess- und Datenstruktur. Ein Teil davon ist die Umsetzung methodischer Konzepte in der RNext-Gruppe. Sie sind für die umfassenden Designprinzipien der funktionalen Architektur von RNext verantwortlich.

### Referenzdesignausschuss
Das Referenzdesignausschuss (REF-AUS) identifiziert die technischen Herausforderungen (z. B. Infrastruktur oder Software) für die Entwicklung und Implementierung von RNext-APIs und erstellt ein passendes Referenzdesign. Ziel ist es, die technischen Schwierigkeiten so gering wie möglich zu halten, was durch die Referenzgestaltung und die Identifizierung von „besten Praktiken“ auf technische Weise ermöglicht wird.

## BiPRO-Akademie
Die BiPRO-Akademie bietet ein breites Spektrum an Schulungsmöglichkeiten für ein vielfältiges Publikum. Die Themen reichen von funktionalen und technischen Aspekten bis hin zu organisatorischen und strategischen Implikationen der BiPRO-Standards.